# 文化衝突
文化衝突為文化價值觀、文化信仰與信念之間的分歧所導致的一種衝突。文化衝突已經被援引來解釋某些犯罪行為的原因。